# Spitzbergen 30th Anniversary Tour “GO!GO!スカンジナビア vol.8”
『Spitzbergen 30th Anniversary Tour “GO!GO!スカンジナビア vol.8”』は、日本のロックバンド・スピッツのライブDVD & Blu-ray。2023年2月22日にユニバーサルミュージックより発売。

## 概要
- スピッツの公式ファンクラブ「Spitzbergen」発足30周年を記念して開催された『Spitzbergen 30th Anniversary Tour “GO!GO!スカンジナビア vol.8”』5公演のうち、2022年11月13日の神奈川公演 (ぴあアリーナMM)の模様を収録。「GO!GO!スカンジナビア」としては、初の映像化。
- Blu-ray Disc (1枚組) とDVD (2枚組)の2形態で発売。
- 本DVDに収録された「Sandie」は新曲として披露された。後にアルバム「ひみつスタジオ」に収録。
- Spitzbergenの会員のみが購入できる受注販売の作品。

## 収録曲 (Blu-ray Disc)
1. 君と暮らせたら
2. 三日月ロック その3
3. 恋する凡人
4. ヒバリのこころ
5. あかりちゃん
6. 猫になりたい
7. 桃
8. 僕はきっと旅に出る
9. 砂漠の花
10. 紫の夜を越えて
11. 仲良し
12. ナンプラー日和
13. 謝々！
14. エンドロールには早すぎる
15. 愛のことば
16. 運命の人
17. 8823
18. スピカ
19. 夜を駆ける
20. 大好物
21. 1987→
22. Sandie
23. 正夢

## 収録曲 (DVD)
DISC 1
1. 君と暮らせたら
2. 三日月ロック その3
3. 恋する凡人
4. ヒバリのこころ
5. あかりちゃん
6. 猫になりたい
7. 桃
8. 僕はきっと旅に出る
9. 砂漠の花
10. 紫の夜を越えて
11. 仲良し
12. ナンプラー日和
13. 謝々！
14. エンドロールには早すぎる
15. 愛のことば
16. 運命の人
17. 8823
18. スピカ
19. 夜を駆ける
20. 大好物

DISC 2
1. 1987→
2. Sandie
3. 正夢

## 参加ミュージシャン
- スピッツ
  - 草野マサムネ - vocal, guitar, percussion
  - 三輪テツヤ - guitar, background vocal
  - 田村明浩 - bass, mandorin, background vocal
  - 﨑山龍男 - drums, djambe, background vocal
- クジヒロコ - keybords, flute, background vocal